# Atrichopogon depilis
Atrichopogon depilis är en tvåvingeart som beskrevs av John William Scott Macfie 1939. Atrichopogon depilis ingår i släktet Atrichopogon och familjen svidknott. Inga underarter finns listade i Catalogue of Life.